# Cross-Collateral
Cross-Collateral ist ein Fusionalbum der Gruppe Passport.

## Hintergrund
Cross-Collateral war Passport's fünftes Studioalbum. Alle Stücke stammen von Klaus Doldinger. Das Album beginnt mit dem Stück Homunculus, einem eher spacigen Stück mit Sopransaxophon unterlegt. Der Titeltrack Cross-Collateral ist eine dreizehnminütige Suite, den Doldinger mit einem Saxophonsolo eröffnet, wobei nach und nach alle Bandmitglieder einfallen.
Das dritte Stück, Jadoo, ist temporeicher mit einem harmonischen Keyboard-Solo. Will-O'The-Wisp hat einen funkigen Rhythmus. Albatros Song ist eher Hintergrundmusik. Der letzte Titel, Damals, ist ziemlich ruhig und langsam. Das E-Piano von Schultze wird von Schmidt auf der akustischen Gitarre begleitet.

## Rezeption
Richard Foss vergab bei allmusic viereinhalb von fünf Sternen und schrieb:

“Cross-Collateral is the album that shows how well this jazz band can rock and how well this rock band can play jazz. […] Cross-Collateral was an international success and brought this band to greater prominence in the U.S.A., and it's easy to see why. To put it simply, everything fits together perfectly.”

„Cross-Colateral ist das Album, das zeigt, wie gut diese Jazz-Band rocken kann und wie gut diese Rock-Band Jazz spielen kann. […] Cross-Collateral war ein internationaler Erfolg und verschaffte der Band größere Bekanntheit in den USA und es ist leicht zu bemerken, warum. Um es einfach auszudrücken, alles passt perfekt zusammen.“

## Titelliste
1. Homunculus – 6:09
2. Cross-Collateral – 13:38
3. Jadoo – 3:03
4. Will-O'The-Wisp – 6:15
5. Albatros Song – 5:18
6. Damals – 4:38

Alle Kompositionen von Klaus Doldinger